# Pseudosinghala sumatrensis
Pseudosinghala sumatrensis är en skalbaggsart som beskrevs av Carsten Zorn 2000. Pseudosinghala sumatrensis ingår i släktet Pseudosinghala och familjen Rutelidae. Inga underarter finns listade i Catalogue of Life.